# Pragma
Pragma to jeden z sześciu podstawowych stylów miłości, wyróżnionych przez kanadyjskiego socjologa Johna Alana Lee w jego klasyfikacji typów miłości, znanej jako "kolory miłości" (ang. colour wheel theory of love). Termin ten odnosi się do miłości pragmatycznej, charakteryzującej się podejściem realistycznym i praktycznym w relacjach międzyludzkich.

## Charakterystyka
Pragma łączy elementy stylów ludus (miłość zabawowa) i storge (miłość przyjacielska). W przeciwieństwie do intensywnego, emocjonalnego stylu eros czy obsesyjnego mania, pragma opiera się na rozsądnym poszukiwaniu partnera, z którym łączą wspólne cele, zgodność wartości oraz wzajemne korzyści. Osoby preferujące ten styl zwracają uwagę na kompatybilność osobowości, stabilność finansową oraz możliwość wspólnego rozwoju. Pragmatyczne podejście do miłości charakteryzuje się świadomym wyborem partnera w oparciu o długoterminowe korzyści i wzajemne wsparcie.

## Historia i rozwój koncepcji
John Alan Lee przedstawił swoje teorie dotyczące miłości w pracy Colours of Love: An Exploration of the Ways of Loving opublikowanej w 1973 roku. Jego klasyfikacja obejmuje sześć typów miłości:

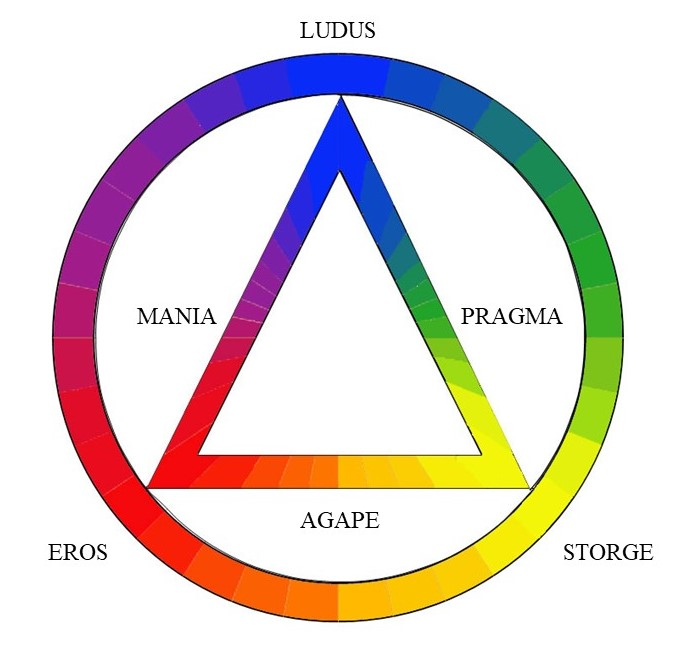
The colour wheel of love by John A. Lee

- Eros – miłość romantyczna i namiętna,
- Ludus – miłość zabawowa i lekka,
- Storge – miłość przyjacielska i oparta na przywiązaniu,
- Pragma[6] – miłość praktyczna i realistyczna,
- Mania – miłość obsesyjna i zaborcza,
- Agape[7] – miłość altruistyczna i bezinteresowna.

Każdy z tych typów reprezentuje odmienny sposób doświadczania i wyrażania uczuć. Pragma, zorientowana na logikę i rozsądek, bywa często przeciwstawiana bardziej emocjonalnym formom miłości, lecz jej znaczenie dla trwałości związków jest niezaprzeczalne. Badania wskazują, że pary kierujące się zasadami pragmatyki w związkach są bardziej skłonne do podejmowania wspólnych decyzji i dzielenia odpowiedzialności w codziennym życiu.

## Znaczenie w relacjach
W kontekście związków międzyludzkich pragma promuje racjonalne podejście do miłości. Osoby kierujące się tym stylem często wybierają partnerów na podstawie zgodności światopoglądowej, wspólnych celów życiowych i możliwości budowania bezpiecznej przyszłości. Ten styl miłości jest często porównywany do modelu partnerstwa, w którym każda ze stron wnosi równość i zobowiązanie do wspólnego rozwoju. W kontekście związków aranżowanych pragma jest szczególnie istotna, ponieważ wybór partnera opiera się głównie na zgodności praktycznej.

## Przykłady pragmatycznej miłości
Przykładami pragma w kulturze popularnej są bohaterowie literaccy i filmowi, którzy kierują się rozwagą i planowaniem przy wyborze partnera. W literaturze klasycznej tego rodzaju relacje często pojawiają się w kontekście małżeństw aranżowanych lub związków, w których priorytetem są zobowiązania rodzinne i społeczne. Pragmatyczna miłość, mimo braku intensywnych emocji, bywa fundamentem stabilnych związków, opartych na wzajemnym szacunku i zaufaniu.

## Współczesne badania
Pragma pozostaje przedmiotem badań psychologicznych i socjologicznych. Badacze zwracają uwagę na jej rolę w kształtowaniu partnerskich relacji o długoterminowym potencjale. Prace Susan Hendrick i Clyde'a Hendricka nad stylami miłości dowodzą, że osoby preferujące pragmę często mają bardziej realistyczne oczekiwania wobec związków, co pozytywnie wpływa na ich trwałość.